# 本田周司
本田 周司（ほんだしゅうじ、Shuji HONDA、1927年2月21日 - ）は、日本の作曲家・教育者。

## 略歴
三重県天白村（現・松阪市）生まれ。生家は代々神主を務めており、その三男として生まれた。
長兄がヴァイオリンを弾くなど、家庭内に音楽環境はあり、幼少期より音感のよさを家族から見出されていたものの、習いごとなどを含め特段の音楽教育を受けることはなく、子ども時代を過ごした。楽譜も読めなかった。
海軍に入隊するものの、18歳のときに終戦により復員。終戦後の価値観が大きく変わる混乱期において、芸術ならば裏切られることはないと考え、作曲家の道を志す。野口源次郎及び外山道子に師事。
フランスの作曲家アルテュール・オネゲルに出会い、深く傾倒する。中でも交響曲第3番「典礼風」に感銘を受け、その精神性を理解するためにカトリックの世界に興味を持つようになった。
そのころ既に宝塚歌劇団において音楽の仕事を得ていた。このころ偶然に見つけた神戸市灘区の六甲教会を訪れて、オネゲルのスコアのラテン語の言葉を尋ねたことがきっかけで、同教会に通うようになり、1955年に六甲学院の音楽教諭として就職。在職中に、多数の作品を作曲した。六甲学院創立20周年を記念して、1958年2月18日に「六甲歌集」（後記）を発行し、収録曲のすべての作曲を担当した。
六甲学院在職中に、日本二十六聖人殉教に関心を持つようになり、日本二十六聖人が京都から長崎まで連行された道をたどる巡礼路「長崎への道」を歩くようになる。　まずは巡礼というものを知るために「四国八十八箇所」を自ら体験し、これを踏まえて、1977年に自ら京都から長崎までを踏破した。
この巡礼行為がモチーフとなり、多数の作品が生み出された。
1957年に松下眞一、山縣茂太郎、徳田正彦、前田和男、中瀬古和、沢田四郎、網代栄三らと新作曲家集団を結成した。
1989年、六甲学院を退職。「長崎への道事務局」代表となる。
1997年3月19日、日本二十六聖人殉教400年記念演奏会を京都コンサートホールにて実施。

## 作品
| 作品名                                     | 発表年     | 編成                 | 備考                                                         |
| ------------------------------------------ | ---------- | -------------------- | ------------------------------------------------------------ |
| 福知山成美高校 校歌                        | 1955年以前 |                      |                                                              |
| （題名不明）                               | 1954年     | 室内楽曲             | 第23回毎日新聞社「日本音楽コンクール」作曲部門 室内楽曲 入選 |
| （題名不明）                               | 1956年     | 管弦楽               | 第25回毎日新聞社「日本音楽コンクール」作曲部門 管弦楽 2位    |
| （題名不明）                               | 1956年     | 室内楽曲             | 第25回毎日新聞社「日本音楽コンクール」作曲部門 室内楽曲 入選 |
| （題名不明）                               | 1957年     | 室内楽曲             | 第26回毎日新聞社「日本音楽コンクール」作曲部門 室内楽曲 2位  |
| 無伴奏混声合唱曲「瓜姫」                   | 1957年     | 混声合唱曲           | 作詩：伊藤整 昭和32年文部省芸術祭優秀賞受賞                  |
| （題名不明）                               | 1958年     | 室内楽曲             | 第27回毎日新聞社「日本音楽コンクール」作曲部門 室内楽曲 入選 |
| オッコロマーチ                             | 1965年ころ | 吹奏楽               |                                                              |
| 交響曲『三つの像』                         | 1967年ころ | 管弦楽               | 総理府主催「21世紀の日本」 管弦楽部門総理府長官賞            |
| Caprice No.8                               | 1979年     | ピアノ曲             |                                                              |
| 交響的序曲『長崎への道第一番』             | 1983年     | 吹奏楽               |                                                              |
| 交響的序曲『長崎への道第二番』             | 1984年     | 吹奏楽               |                                                              |
| ああ美しき彼杵の郷に                       | 1968年     | 斉唱歌（3部Divあり） |                                                              |
| 交響的序曲『長崎への道第三番』             | 1987年     | 管弦楽               |                                                              |
| コンポジション第2番 Martyres,Ora pro nobis | 1997年     | 管弦楽               |                                                              |
| 港神戸に雨がふる                           | 不明       | 斉唱歌               |                                                              |
| 二十六の聖                                 | 不明       | 斉唱歌（2部Divあり） |                                                              |
| 連歌 長崎への道古情                        | 不明       | 斉唱歌               |                                                              |

関西芸術座での音楽担当　
| 回数 | 発表年月 | 作品名                                               | 備考                                                 |
| ---- | -------- | ---------------------------------------------------- | ---------------------------------------------------- |
| 10   | 1958/2   | 長い墓標の列                                         | 大阪府民劇場奨励賞受賞                               |
| 11   | 1958/4   | 幸福はだれに来る                                     |                                                      |
| 22   | 1959/4   | アンチゴーヌ                                         |                                                      |
| 33   | 1961/1   | 呉王夫差                                             |                                                      |
| 48   | 1963/5   | 牛鬼退治                                             |                                                      |
| 52   | 1964/5   | 消えた殿様                                           |                                                      |
| 53   | 1964/5   | 狐とぶどう                                           |                                                      |
| 55   | 1965/3   | 小麦色の仲間たち                                     |                                                      |
| 56   | 1965/5   | カレドニア号出帆す                                   |                                                      |
| 58   | 1966/5   | うぬぼれうさぎ                                       |                                                      |
| 59   | 1966/5   | はだかにされた貧乏神                                 | はだかにされた貧乏神                                 |
| 60   | 1966/9   | 書けない黒板                                         |                                                      |
| 61   | 1966/11  | 大阪城の虎                                           |                                                      |
| 62   | 1967/5   | 竜の子太郎                                           |                                                      |
| 64   | 1967/8   | 政商伝                                               |                                                      |
| 65   | 1968/5   | にっくいさるめとかにどんたち                         | にっくいさるめとかにどんたち                         |
| 69   | 1968/9   | おりん口伝                                           |                                                      |
| 70   | 1969/5   | 牛鬼退治                                             |                                                      |
| 76   | 1971/3   | あの国とこの国と                                     |                                                      |
| 82   | 1971/12  | 混血児                                               |                                                      |
| 84   | 1972/5   | ちいさいお城                                         |                                                      |
| 85   | 1972/5   | 花刀                                                 |                                                      |
| 86   | 1972/5   | 三年寝太郎                                           |                                                      |
| 87   | 1972/6   | 竜の子太郎                                           |                                                      |
| 88   | 1972/8   | 大阪城の虎                                           |                                                      |
| 90   | 1973/3   | へこき三良                                           |                                                      |
| 91   | 1973/4   | むくげとモーゼル                                     |                                                      |
| 92   | 1973/9   | またふたたびの道                                     |                                                      |
| 96   | 1974/5   | 大阪城の虎                                           |                                                      |
| 97   | 1974/9   | 蛍を殺すな－寛容な時代－                             | 蛍を殺すな－寛容な時代－                             |
| 98   | 1974/11  | 焼跡お蝶始末記                                       |                                                      |
| 102  | 1975/6   | つちぐも                                             |                                                      |
| 104  | 1976/10  | 熊とよばれたあいつ、セザンヌ                         | 熊とよばれたあいつ、セザンヌ                         |
| 107  | 1977/4   | たちあがれ、ピノッキオくん！－学校ぎらいものがたり－ | たちあがれ、ピノッキオくん！－学校ぎらいものがたり－ |
| 108  | 1977/9   | 初代桂春団治                                         |                                                      |
| 109  | 1978/2   | 自殺ごっこ－寛容な時代Ⅱ－                            | 自殺ごっこ－寛容な時代Ⅱ－                            |
| 111  | 1978/6   | 竜の子太郎                                           |                                                      |
| 113  | 1978/9   | 化石の街                                             |                                                      |
| 117  | 1979/10  | 大阪城の虎                                           |                                                      |
| 119  | 1980/2   | 長い墓標の列                                         |                                                      |
| 124  | 1980/11  | へこき三良                                           |                                                      |
| 125  | 1981/3   | 河原乞食の一座－かくてシェイクスピア誕生―            | 河原乞食の一座－かくてシェイクスピア誕生―            |
| 149  | 1985/4   | ちいさいお城                                         |                                                      |
| 150  | 1985/4   | ぶす                                                 |                                                      |

人形劇団クラリテ音楽担当　
・第8回　1963年6月　鳥の乳
・第9回　1963年12月　セロ弾きのゴーシュ
・第11回　1964年12月　ジャングル・ジムがしずんだ
・第13回　1965年12月　船乗りクプクプの冒険
『六甲歌集』（1958年2月18日発行　2013年10月10日復刻版発行）　収録曲　作詞はすべて上沼俊次
| No | 曲名                   | 編成         |
| -- | ---------------------- | ------------ |
| 1  | 六甲学院讃歌           | 斉唱歌       |
| 2  | 六甲応援歌             | 斉唱歌       |
| 3  | 六甲マーチ             | 斉唱歌       |
| 4  | 六年の春秋             | 斉唱歌       |
| 5  | 希望の窓               | 斉唱歌       |
| 6  | 朝の山路               | 斉唱歌       |
| 7  | 若い光の六甲学院       | 斉唱歌       |
| 8  | 小聖堂に捧ぐ           | 斉唱歌       |
| 9  | 六甲エコー             | 斉唱歌       |
| 10 | わが六甲のうた         | 斉唱歌       |
| 11 | 野ばら咲く丘           | 斉唱歌       |
| 12 | 伯母野古情             | 斉唱歌       |
| 13 | 六甲山に咲く花は       | 斉唱歌       |
| 14 | そもそも六甲という山は | 斉唱歌       |
| 15 | 六甲節                 | 斉唱歌       |
| 16 | 六甲山彦               | 斉唱歌       |
| 17 | 六甲学院讃歌           | 男声三部合唱 |
| 18 | 六甲応援歌             | 男声三部合唱 |
| 19 | 六甲マーチ             | 男声三部合唱 |
| 20 | 六年の春秋             | 男声三部合唱 |